# Holland Cup 2016/2017
De Holland Cup 2016/2017 is het zevende seizoen van deze door de KNSB georganiseerde serie wedstrijden. De Holland Cup bestaat zowel uit wedstrijden over losse afstanden als verschillende soorten meerkampen. De wedstrijden van de Holland Cup gelden tevens als belangrijke plaatsingswedstrijden voor de Nederlandse kampioenschappen.

## Wedstrijden
| Wedstrijd                                                    | Data                | IJsbaan            | Plaats    | Extra belang                                    |
| ------------------------------------------------------------ | ------------------- | ------------------ | --------- | ----------------------------------------------- |
| Holland Cup afstanden 1 (tevens IJsselcup)                   | 15–16 oktober 2016  | De Scheg           | Deventer  | Plaatsing KNSB Cup 2016/2017                    |
| Holland Cup pure sprint                                      | 12 november 2016    | De Uithof          | Den Haag  |                                                 |
| Holland Cup allround 1 (tevens Eindhoven Trofee)             | 26–27 november 2016 | IJssportcentrum    | Eindhoven | Plaatsing NK allround 2017 en NK afstanden 2017 |
| Holland Cup allround 1 (tevens Kraantje Lek Trofee)          | 26–27 november 2016 | Kennemerland       | Haarlem   | Plaatsing NK allround 2017 en NK afstanden 2017 |
| Holland Cup afstanden 2                                      | 10–11 december 2016 | De Scheg           | Deventer  |                                                 |
| Holland Cup sprint 1 (tevens Utrecht City Bokaal)            | 17–18 december 2016 | Vechtsebanen       | Utrecht   | Plaatsing NK sprint 2017                        |
| Holland Cup allround 2 (tevens Gruno Bokaal)                 | 7–8 januari 2017    | Kardinge           | Groningen |                                                 |
| Holland Cup afstanden 3                                      | 11–12 februari 2017 | Ireen Wüst ijsbaan | Tilburg   | Plaatsing NK neo-senioren 2017                  |
| Holland Cup afstanden 4 Finale (tevens NK neo-senioren 2017) | 10–12 maart 2017    | De Meent           | Alkmaar   |                                                 |

## Winnaars

### Mannen
| Wedstrijd                                | 500 meter          | Tijd        | 1000 meter      | Tijd        | 1500 meter    | Tijd       | 5000 meter       | Tijd          | Meerkamp                        |
| ---------------------------------------- | ------------------ | ----------- | --------------- | ----------- | ------------- | ---------- | ---------------- | ------------- | ------------------------------- |
| Holland Cup afstanden 1/IJsselcup        | Kai Verbij         | 35,54       | Sjoerd de Vries | 1.11,28     | Thomas Krol   | 1.47,87    | Simon Schouten   | 6.34,53       |                                 |
| Holland Cup pure sprint                  |                    |             |                 |             |               |            |                  |               | Pure sprint: Rudy Meereboer     |
| Holland Cup allround 1/Eindhoven Trofee  |                    |             |                 |             |               |            |                  |               | Kleine vierkamp: Marcel Bosker  |
| Holland Cup afstanden 2                  | Hein Otterspeer    | 35,44       | Hein Otterspeer | 1.10,51     | Marcel Bosker | 1.51,20    | Bart de Vries    | 6.34,86       |                                 |
| Holland Cup sprint 1/Utrecht City Bokaal |                    |             |                 |             |               |            |                  |               | Sprintvierkamp: Hein Otterspeer |
| Holland Cup allround 2/Gruno Bokaal      |                    |             |                 |             |               |            |                  |               | Grote vierkamp: Koen Verweij    |
| Holland Cup afstanden 3                  | Hein Otterspeer    | 35,94       | Hein Otterspeer | 1.11,19     | Thomas Krol   | 1.50,26    | Thomas Geerdinck | 6.56,61       |                                 |
| Holland Cup afstanden 4 Finale           | Martijn van Oosten | 36,11       | Pim Schipper    | 1.11,91     | Koen Verweij  | 1.49,34    | Bart de Vries    | 6.41,86       | Pure sprint: Joep Kalverdijk    |
| Eindklassement                           | Gijs Esders        | Gijs Esders | Gijs Esders     | Gijs Esders | Wesly Dijs    | Wesly Dijs | Bart de Vries    | Bart de Vries |                                 |

### Vrouwen
| Wedstrijd                                  | 500 meter       | Tijd        | 1000 meter           | Tijd        | 1500 meter             | Tijd         | 3000 meter   | Tijd        | Meerkamp                                |
| ------------------------------------------ | --------------- | ----------- | -------------------- | ----------- | ---------------------- | ------------ | ------------ | ----------- | --------------------------------------- |
| Holland Cup afstanden 1/IJsselcup          | Jorien ter Mors | 39,04       | Bo van der Werff     | 1.18,63     | Annouk van der Weijden | 2.02,22      | Reina Anema  | 4.13,19     |                                         |
| Holland Cup pure sprint                    |                 |             |                      |             |                        |              |              |             | Pure sprint: Dione Voskamp              |
| Holland Cup allround 1/Kraantje Lek Trofee |                 |             |                      |             |                        |              |              |             | Kleine vierkamp: Annouk van der Weijden |
| Holland Cup afstanden 2                    | Janine Smit     | 40,21       | Janine Smit          | 1.20,13     | Yvonne Nauta           | 2.02,51      | Yvonne Nauta | 4.13,16     |                                         |
| Holland Cup sprint 1/Utrecht City Bokaal   |                 |             |                      |             |                        |              |              |             | Sprintvierkamp: Esmé Stollenga          |
| Holland Cup allround 2/Gruno Bokaal        |                 |             |                      |             |                        |              |              |             | Grote vierkamp: Linda de Vries          |
| Holland Cup afstanden 3                    | Janine Smit     | 40,71       | Sanne van der Schaar | 1.20,74     | Linda de Vries         | 2.04,18      | Reina Anema  | 4.24,08     |                                         |
| Holland Cup afstanden 4 Finale             | Janine Smit     | 40,44       | Bo van der Werff     | 1.20,22     | Yvonne Nauta           | 2.02,85      | Reina Anema  | 4.19,57     | Pure sprint: Dione Voskamp              |
| Eindklassement                             | Janine Smit     | Janine Smit | Janine Smit          | Janine Smit | Yvonne Nauta           | Yvonne Nauta | Reina Anema  | Reina Anema |                                         |

2010/2011 · 
2011/2012 · 
2012/2013 · 
2013/2014 · 
2014/2015 · 
2015/2016 · 
2016/2017 · 
2017/2018 · 
2018/2019 · 
2019/2020 · 
2020/2021 · 
2021/2022 · 
2022/2023 · 
2023/2024 · 
2024/2025